# Sobór Świętych Piotra i Pawła w Bosanskim Petrovacu
Sobór Świętych Piotra i Pawła – prawosławny sobór w Bosanskim Petrovacu, katedra eparchii bihacko-petrovackiej Serbskiego Kościoła Prawosławnego.

## Historia
Cerkiew została wzniesiona w 1890 i w roku następnym konsekrowana przez metropolitę zahumskiego i hercegowińskiego Grzegorza. W latach 1969–1970 i 1985–1986 była gruntownie remontowana. Kolejną renowację przeszła w latach 1991–1994, po zakończeniu prac została powtórnie poświęcona 17 lipca 1994 przez biskupa bihacko-petrovackiego Chryzostoma. W roku następnym budynek został poważnie uszkodzony przez oddziały bośniackich muzułmanów w czasie wojny w Bośni i Hercegowinie. Sobór wyremontowano w latach 2001–2002, zaś dwa lata po ukończeniu renowacji malarz Mihail Rakita wykonał w jego wnętrzu freski.
W cerkwi od 2008 znajduje się kopia Trójrękiej Ikony Matki Bożej, ufundowana przez serbską diasporę z Australii.